# Michael Tolan
Michael Tolan, född 27 november 1925 i Detroit, Michigan, död 31 januari 2011 i Hudson, New York, var en amerikansk skådespelare och producent.

## Filmografi (filmer som haft svensk premiär)
- 1951 – Ligan - Duke Malloy
- 1953 – Julius Caesar - officer
- 1965 – Mannen från Nasaret - Lazarus
- 1967 – Roseanna - Elmer B. Kafka
- 1969 – John och Mary - James
- 1969 – Urladdning - Hamilton
- 1979 – Showtime - Dr Ballinger